# Ротбальд I (граф Провансу)
Ротбальд I (фр. Rotboald Ier de Provence; д/н — 1008) — граф Провансу в 968—1008 роках. За загальною нумерацією Бозонідів відомий як Ротбальд II.

## Життєпис
Походив з династії Бозонідів (в подальшому відомому як Прованський дім). Старший син Бозона II, графа Прованського, й Констанції В'єннської. Про дату народження відомостей обмаль, проте напевне народився десь в 950-х роках. Його мати померла між 963 та 966 роками.
У 968 році після смерті батька з іншим братом Вільгельмом поділив родинні володіння, отримавши південний Прованс з титулом граф. Його брат прийняв титул маркіза Прованського. Своєю резиденцією Ротбальд I обрав місто Арль. Втім висувається версія, що зовнішню політику брати здійснювали спільно.
Про діяльність Ротбальда I відомостей обмаль: 970 року спільно з братом надав дарунок абатству Св. Віктора у Марселі, 973 року Ротбальд I брав участь у кампанії брата проти арабів, що закріпилися в горах Мор на півдні Провансу. 993 року спільно з Вільгельмом I відбулося дарування Клюнійському монастирю в Бургундії. 993 року після смерті брата прийняв титул маркіза Прованського.
1005 року спільно з небожем Вільгельмом II надав нові привілеї абатству Св. Віктора в Марселі. Помер Ротбальд I у 1008 році. Йому спадкував син Ротбальд II.

## Родина
Дружина — Емільда (Емільдіс), донька Етьєнна де Мійо, віконта Жеводана
Діти:
- Ротбальд (д/н—1014/1015), граф Провансу
- Емільда
- Теутберга, дружина Ерменгола I, графа Урхеля